# マルディン
マルディン（トルコ語: Mardin、アラビア語: ماردين、クルド語: Mêrdîn / مێردین）は、トルコ共和国南東部のシリア国境部の都市である。マルディン県の大都市自治体であり、アルトゥク様式の建築からなる古い町並みと、北シリアの平原を見下ろす岩山の上にあるという戦略上の要地であることで知られる。2012年の大都市自治体指定に伴い、旧マルディン市はアルトゥクル（Artuklu）に改名した。

## 歴史
3世紀にマルディンを開いた住民はシリア正教会のキリスト教徒たちであった。マルディンには7世紀～12世紀にかけてのアラブ人の支配時期にも、12世紀から14世紀にかけてセルジューク朝系のアルトゥク朝が首都としていた時代ですら、大部分がキリスト教徒地区であった。アルトゥク朝は1394年ティムール朝により滅亡するが、彼らはこの地域を統治することはなかった。
マルディンは1517年、オスマン帝国のセリム1世の時代に征服され、第一次世界大戦の敗戦までその一部となっていた。しかしマルディンは1832年にクルド人による反乱の舞台となっている。また、マルディンを建設した住民たちの子孫であるキリスト教徒たちは、ケマル・アタテュルクによるトルコ共和国の独立戦争（1919年～1923年）の際に多くが殺されるか追放されるかして、現在キリスト教徒は町の少数派となってしまっている。
2012年にマルディン県が大都市自治体に指定され、旧マルディン市はアルトゥクルに改名した。

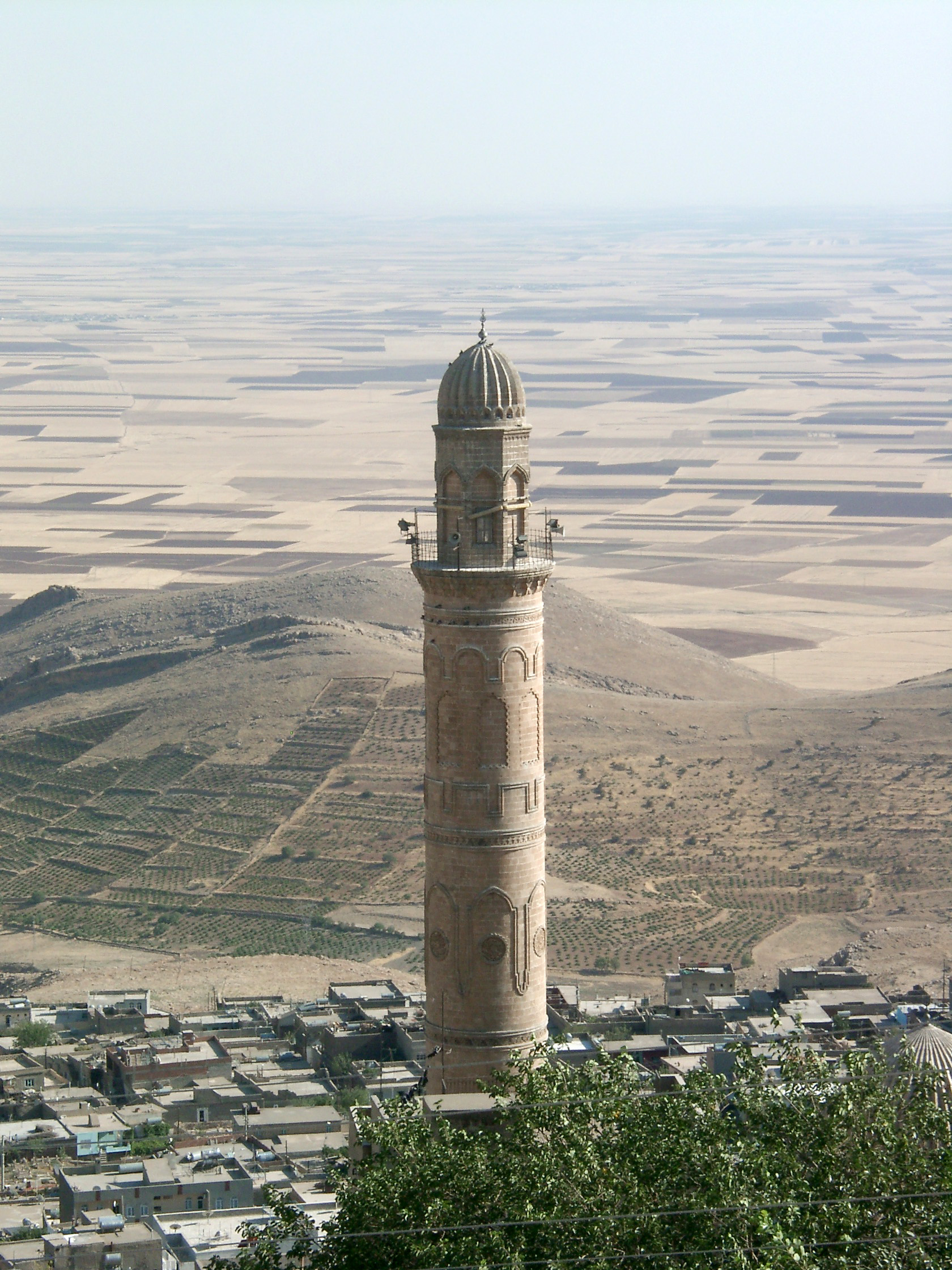
マルディンからの眺め、レイハーン・モスクのミナレットが手前に見えている